# Skrolovací kolečko

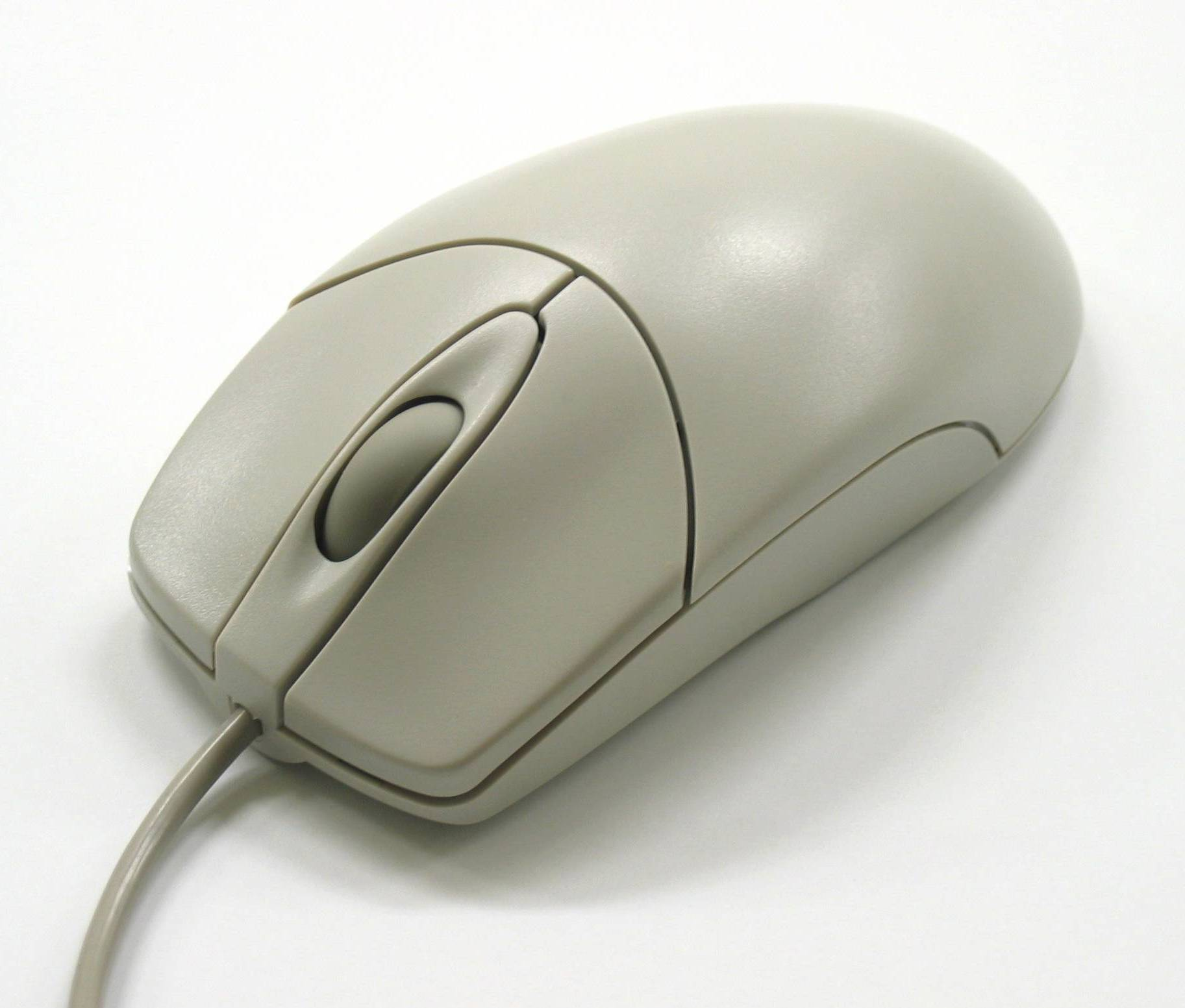
Standardní počítačová myš

Skrolovací (resp. rolovací) kolečko je integrovanou součástí standardní počítačové myši a skládá se z gumy či plastu. Je umístěn mezi levým a pravým tlačítkem myši a otáčí se kolem vnitřní osy.

## Funkčnost
Chceme-li stránku posouvat směrem dolů, stačí posouvat rolovací kolečko k sobě a naopak, chceme-li stránku posouvat nahoru, musíme rolovací kolečko posunout směrem od sebe.
Kromě toho kolečko také umožňuje přiblížit nebo upravit hlasitost (např. v uživatelském rozhraní Cinnamon).
V neposlední řadě se kolečko používá i jako prostřední tlačítko myši, kliknutím na něj provést určitou operaci (např. v novém okénku v prohlížeči se standardně otevře hypertextový odkaz).

## Historie
První prototyp skrolovací myši – Mighty Mouse, vynalezený společně společnostmi NTT (Japonsko) and ETH (Švýcarsko) v roce 1985, měl na boku kolečko pro plynulé rolování. V následujících letech, v roce 1989, představila Daniela Venolia z Applu na konferenci ACM SIGCHI téměř identický prototyp myši, ale s novinkou, a to se dvěma kolečky po stranách. Produkt byl poté patentován v roce 1992 jako US5313230A.
V roce 1993 vynalezl modernější kolečko myši americký pracovník Microsoftu Eric Michelman, aby usnadnil lidem navigaci v tabulkovém procesoru Excel.
Ačkoli první komerčně představenou rolovací myší byla Genius EasyScroll, vyrobenou společností KYE Systems už v roce 1995, zpopularizována byla až díky IntelliMouse od Microsoftu o rok později v roce 1996, a to s podporou kolečka myši v Microsoft Office 97.

## Alternativy
Vzhledem k odlišným konstrukcím některých zařízení se používají alternativní komponenty hardwaru místo skrolovacího kolečka.
- Notebooky mají zpravidla touchpad, který nahrazuje myš. Pomocí svislého pohybu dvěma prsty na touchpadu je možné např. rolovat okno horizontálně.

- Kolečko iPodu od Apple používá (místo mechanické) technologii citlivé na dotek od Synaptics.[4]

- Kolečko může mít prvky joysticku – volnost naklápění v ose otáčení. Takové je kyvné rolovací kolečko (naklonění kolečka slouží k horizontálnímu rolování), které je zároveň kolečkem, joystickem i tlačítkem.

## Jiná použití

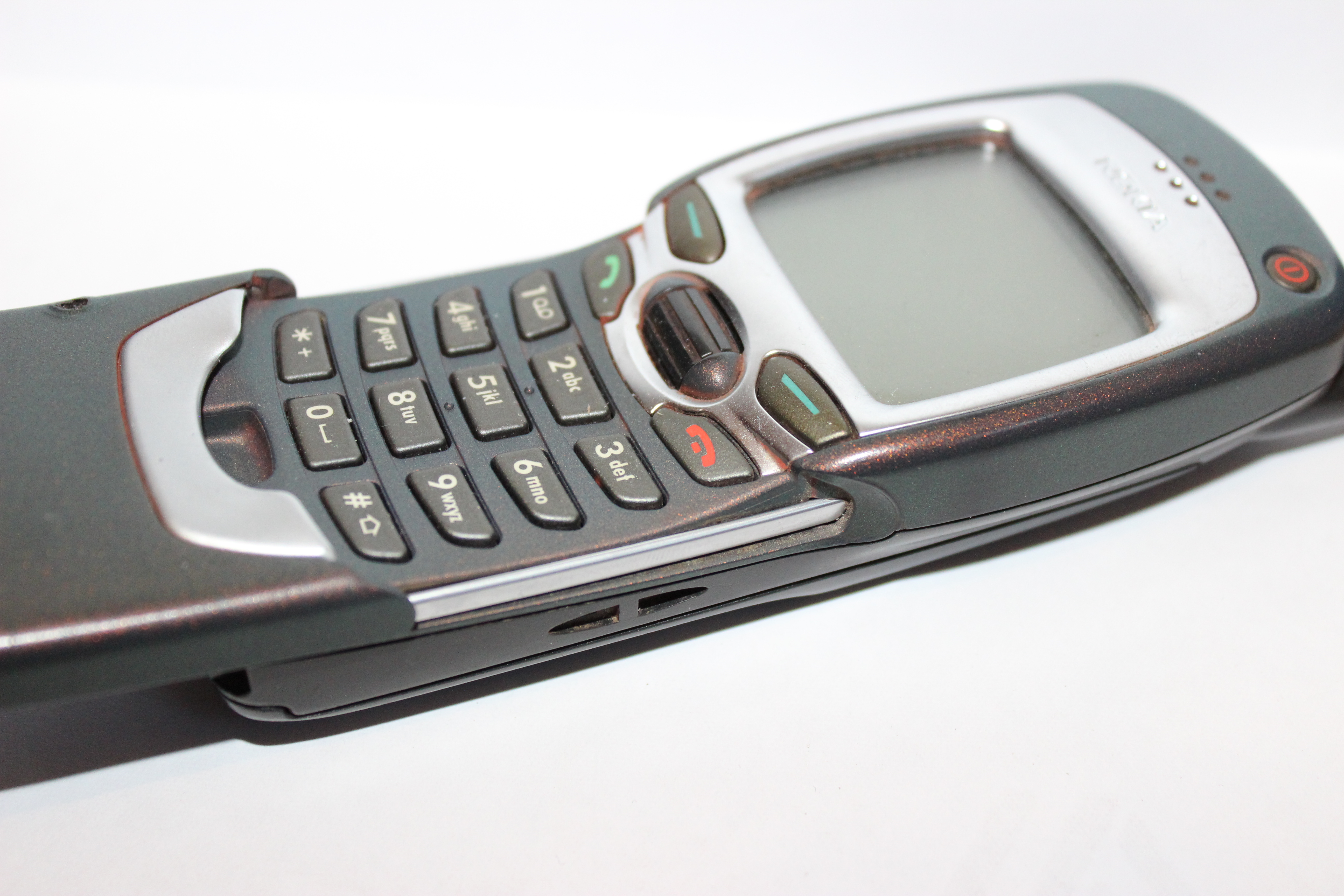
Nokia 7110 se skrolovacím tlačítkem

Otočením kolečka současně se stisknutým tlačítkem CTRL je možné ovlivnit velikost dané stránky, souboru či aplikace map.
Po stisknutí rolovacího kolečka a následnými svislými pohyby na obrazovce lze též rolovat po dané stránce. Rychlost rolování by poté záviselo na vzdálenosti od polohy, kde uživatel stiskl rolovací kolečko (v této poloze se objeví jistý znak).
Rolovací kolečko má též využití i v počítačových hrách. Od zavedení naklápěcích rolovacích koleček využívá mnoho her FPS pohyb rolovacího kolečka doleva a doprava k tomu, aby se hráč nakláněl doleva a doprava. Méně častým využitím je použití kolečka myši k nastavení rychlosti pohybu hráče.